# Národní park Otishi
Národní park Otishi (španělsky Parque Nacional Otishi) je jedním z peruánských národních parků. Nachází se na rozhraní And a Amazonie, vyznačuje se velmi členitým terénem, rozmanitostí ekosystémů a vysokou mírou biodiverzity. Byl vyhlášen 14. ledna 2003 a od roku 2008 je významným ptačím územím.
Národní park se nachází v departementech Junín a Cuzco na severním svazích pohoří Vilcabamba. Protéká jím řeka Cutivireni a patří k bioregionu Yunga. Národní park má rozlohu 3059,73 km² a nadmořská výška se pohybuje od 670 m n. m. do 4 248 m n. m. Oblast Vilcabamby se od zbytku Amazonie liší složením půdy, kde převládá vápenec. Na území parku se nacházejí geologické zvláštnosti, jako je přírodní most Pavirontsi a vodopád Tres Hermanas (Tři sestry), vysoký 914 metrů. Nejbližší vesnicí je Puerto Ocopa, odkud se dá do parku dostat pouze lodí. V sousedství parku se nacházejí rezervace, kde žijí domorodí Ašáninkové a Mačigengové.
Roční srážky na území parku se pohybují od 3 000 do 4 500 mm. Průměrné teploty jsou v údolích okolo 25 °C a s rostoucí nadmořskou výškou postupně klesají. Vegetační pásma přecházejí od tropického deštného lesa v nejnižších polohách přes mlžný les až po vysokohorskou punu. K představitelům zdejší vegetace patří polylepis, nohoplod, starček, lepnice a Weinmannia. V lesích žije množství opic jako chápan černý, vřešťan rezavý nebo kosman zakrslý, dalšími savci jsou medvěd brýlatý, mravenečník velký, pekari bělobradý, ocelot velký, vačice krysí, morče horské nebo činčilák ašaninka. Na území parku bylo zdokumentováno 123 druhů netopýrů. K místnímu ptactvu patří harpyje pralesní, ara šedolící, štidlák jednobarvý, skalňák andský, pitule červenobílá nebo ostrochvostka vilcabambská. V oblasti Otishi byla popsána řada nových druhů jako žába Phrynopus ayacucho, ještěr Proctoporus otishi nebo had Tachymenoides harrisonfordi.